# Nam Moravia (vùng)

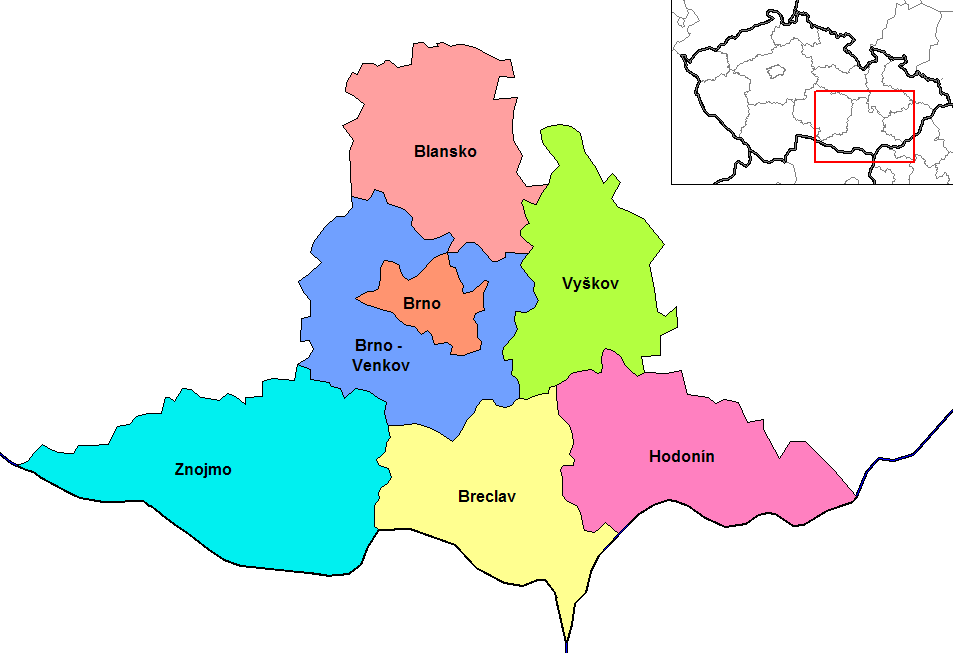
Các huyện của Nam Moravia

Vùng Nam Moravia (tiếng Séc: Jihomoravský kraj) là một vùng của Cộng hòa Séc, nằm ở phần phía tây nam của khu vực lịch sử của Moravia, với ngoại lệ Jobova Lhota, thuộc Bohemia, giáp biên giới với bang Niederösterreich của Áo và các vùng Trnava, Bratislava của Slovakia. Vùng này có dân số là 1.196.113 người (thời điểm năm 2011), diện tích là 7.196,5 km2. Thủ phủ vùng đóng tại thành phố Brno lớn thứ nhì quốc gia này. Khu vực này nổi tiếng với sản xuất rượu vang. Khu vực xung quanh các thị trấn của Mikulov, Znojmo, Velké Pavlovice cùng với khu vực Slovácko cung cấp 94% các vườn nho của Cộng hòa Séc.

## Thành phố và thị xã
- Brno
- Blansko
- Břeclav
- Hodonín
- Mikulov
- Vyškov
- Znojmo